# Centistes medythiae
Centistes medythiae är en stekelart som beskrevs av Maeto och Shinji Nagai 1985. Centistes medythiae ingår i släktet Centistes och familjen bracksteklar. Inga underarter finns listade.